# Князь Естергазі Ніколаус II

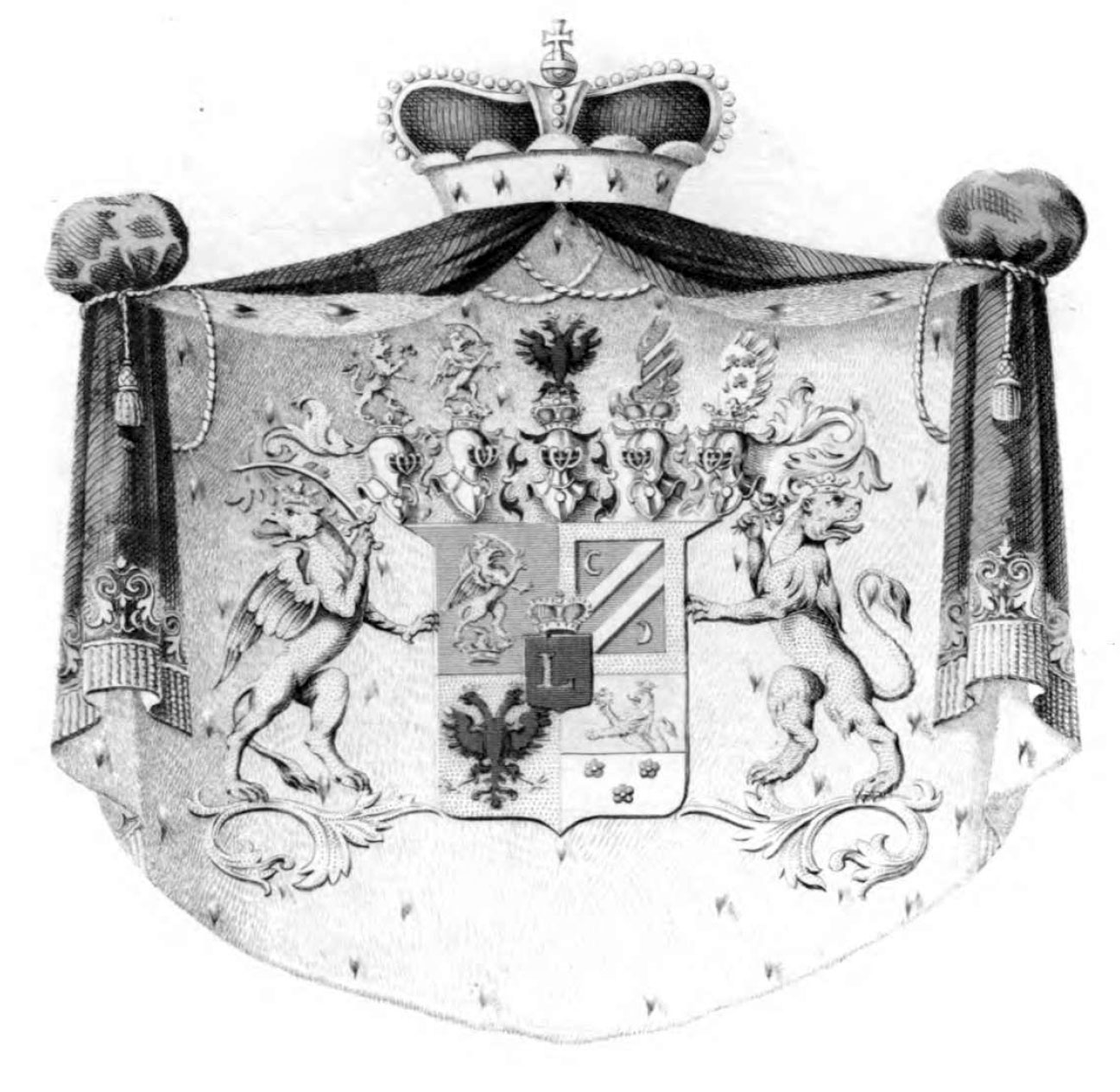
Княжий герб Ніколауса II

Микола (Міклош) II, князь Естергазі (угор. Nikolaus II. Esterházy de Galantha; 12 грудня 1765, Відень — 25 листопада 1833, Комо) — угорський граф, імперський фельдмаршал.

## Біографія

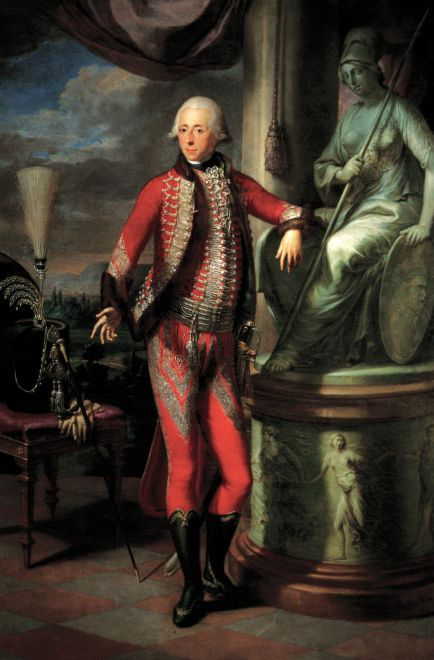
Портрет Миколи (Міклоша) II, князя Естергазі роботи худ. Мартіна Кноллера

Представник князівської гілки роду Естергазі, один із найбагатших людей Угорщини, з 1794 року — фюрст, глава дому, князь Естергазі, онук Міклоша-Йосипа Естергазі, при дворі якого виховувався.
З 1779 по 1782 рік разом з молодшим братом відвідував Collegium Juricum в Егері. 1786 року скінчив військову освіту в Лінці.
1783 року одружився з Марією-Йозефою Ліхтенштейн, донькою князя Франца-Йосифа I фон Ліхтенштейна. 1785 року у подружжя народився син, Пал Антал, 1788 року донька — Леопольдина.
Увійшов в історію під прізвиськом «Il Magnifico» (іт. «Чудовий») через пишноти свого двору, будівель і садів і, передусім, його великих колекцій творів мистецтва. Був покровителем діячів мистецтв, особливо Йозефа Гайдна.
З 1790 року — член Таємної ради, з 1802 року — лейтенант-фельдмаршал, потім генерал-квартирмейстер, з 1803 року — Генерал-фельдмаршал і капітан королівської угорської лейб-гвардії, з 1808 року — почесний член Віденської академії мистецтв.
У 1797—1800 роках був одним із 4-х угорських окружних генералів, які очолювали угорські національні війська.
Сучасники описують його як чарівну, освічену і активну людину.
На початку XIX століття Естергазі, який оголосив своїм предком самого Аттілу, нібито відхилив запропоновану йому Наполеоном угорську корону, вважаючи за краще медіатизацію, тобто рівнорідність з європейськими монархами.
1809 року виставив корпус добровольців на допомогу Австрії проти Наполеона. Близько 1810 року купив будинок у Парижі й запропонував Луїджі Керубіні посаду придворного диригента. 1827 року придбав у великого герцога Людвіга I Баденського острів Майнау на Боденському озері, який часто використовував як резиденцію.

## Пам'ять
- 1862 року на честь Миколи (Міклоша) II, князя Естергазі, було названо вулицю Естергазі-ґассе у Віденському районі Маріагільф .

## Нагороди
- Орден Золотого руна (1808)
- Кавалер Великого хреста Королівського гвельфський ордена
- Кавалер Королівського угорського ордена Святого Стефана
- Орден Святого Губерта